# Halixodes chitonis
Halixodes chitonis is een mijtensoort uit de familie van de Halacaridae. De wetenschappelijke naam van de soort is voor het eerst geldig gepubliceerd in 1897 door Brucker.